# البرلمان الكندي
برلمان كندا (بالإنجليزية: Parliement of Canada، بالفرنسية: Parlement du Canada) هو السلطة التشريعية الاتحادية في كندا، ويجلس في مبنى البرلمان في العاصمة الوطنية،أوتاوا، في محافظة أونتاريو. وتتألف هذه الهيئة من العاهل الكندي، ويمثلهم الحاكم العام؛ البيت العلوي: مجلس الشيوخ. البيت السفلي: مجلس العموم. لكل عنصر منها موظفيها وتنظيمها الخاص. يقوم الحاكم العام بتعيين أعضاء مجلس الشيوخ ال105 بناء على نصيحة رئيس وزراء كندا، في حين أن أعضاء مجلس العموم ال338 الذين يسمون بأعضاء البرلمان (النواب) يتم انتخابهم مباشرة من قبل الناخبين الكندييين المؤهلين، حيث يمثل كل عضو دائرة انتخابية واحدة.
حسب العرف الدستوري، فان مجلس العموم هو الفرع المهيمن في البرلمان ومجلس الشيوخ نادرا ما يعارض إرادته. يقوم مجلس الشيوخ بمراجعة التشريعات من وجهة نظر أقل حزبية ويتولى الحاكم العام بتوفير الموافقة الملكية على جميع مشاريع القوانين كي يصبح قوانين سارية. كما يستجمع الحاكم العام البرلمان، ويقوم إما الحاكم العام بتعليق أو حل البرلمان، ويتم هذا الأخير من أجل الدعوة لانتخابات عامة. يمكن لإحدهما قراءة خطاب العرش. مجلس النواب الحالي عام 2019، وهو ال43 منذ الاتحاد في عام 1867.

## التكوين
يتكون البرلمان من الملك الكندي، ويمثله نائب الملك، والحاكم العام؛ ومن مجلس أعلى، وهو مجلس الشيوخ؛ ومجلس أدنى، وهو مجلس العموم. كل عنصر له أعضاءه وتنظيمه. لكل عنصر دور مميز، لكنهم يعملون جنبًا إلى جنب ضمن العملية التشريعية. استُلهم هذا الشكل من المملكة المتحدة وهو نسخة شبه متطابقة لبرلمان وستمنستر، وأكبر الاختلافات تنبع من المواقف الفريدة في كندا، مثل الطبيعة غير الدائمة لإقامة الملك في البلاد وعدم وجود النبلاء لتشكيل الغرفة العلوية.
يُطلق على أولئك الذين يشغلون مجلس العموم عادةً أعضاء البرلمان؛ لا ينطبق المصطلح عادةً على أعضاء مجلس الشيوخ (باستثناء التشريعات، مثل قانون البرلمان الكندي)، رغم أن مجلس الشيوخ جزء من البرلمان. على الرغم من أن أعضاء مجلس الشيوخ أقل قوة من الناحية التشريعية، إلا أنهم يشغلون مناصب أعلى في ترتيب الأسبقية الوطنيّ. لا يجوز لأي فرد أن يخدم في أكثر من غرفة واحدة في نفس الوقت.

### الملك
يُحدد مكان السيادة في الهيئة التشريعية، والذي يُطلق عليه رسميًا اسم الملكة في البرلمان، بموجب قانون الدستور لعام 1867 والأعراف المختلفة. ومع ذلك، لا تشارك الملكة أو نائبها في العملية التشريعية باستثناء الإشارة إلى موافقة الملكة على مشروع قانون أقره مجلسا البرلمان، والمعروف باسم منح الموافقة الملكية، وهو أمر ضروري لسن مشروع قانون ما كقانون. وبالتالي، فإن جميع مشاريع القوانين الفيدرالية تبدأ بعبارة «الآن، بالتالي، فإن صاحبة الجلالة، وبمشورة وموافقة مجلس الشيوخ ومجلس العموم في كندا، تسن على النحو التالي ...»، وعلى هذا النحو، فإن التاج محصن من أعمال البرلمان ما لم يُكتب غير ذلك في القانون نفسه. يؤدي الحاكم العام عادةً مهمة منح الموافقة الملكية، على الرغم من أن الملك قد يفعل ذلك أيضًا، بناءً على طلب مجلس الوزراء أو نائب الملك، الذي قد يرجح الموافقة إلى الحاكم المطلق وفقًا للدستور.
نظرًا لأن الملك وممثليه يُمنعون تقليديًا من دخول مجلس العموم، فإن أي احتفالات برلمانية يشاركون فيها تتم في غرفة مجلس الشيوخ. ومع ذلك، يحتوي كل من مجلسي النواب والشيوخ على صولجان، ما يشير إلى سلطة الملكة في البرلمان والامتياز الممنوح لتلك الهيئة من قبلها، ويوجد في كليهما تاج في القمة. كان الصولجان الأصلي لمجلس الشيوخ هو الذي استخدم في المجلس التشريعي لمقاطعة كندا بعد عام 1849، بينما وُرث مجلس العموم من الجمعية التشريعية لمقاطعة كندا، الذي استُخدم لأول مرة في عام 1845. بعد حرق مركز بلوك في 3 فبراير 1916، تبرعت مدينة لندن بإنجلترا، ببديل ما يزال مستخدمًا حتى اليوم. الصولجان المؤقت، المصنوع من الخشب، الذي استخدم حتى وصول الصولجان الجديد من المملكة المتحدة في عام 1917، ما يزال يُنقل إلى مجلس الشيوخ كل 3 فبراير. يتكون صولجان مجلس الشيوخ الذي يبلغ طوله 1.6 مترًا من النحاس والذهب. لا ينعقد مجلس الشيوخ الجلوس إذا لم يكن صولجانه في الغرفة؛ عادة ما يُوضع على الطاولة مع التاج الذي يواجه العرش، رغم أنه قد يُعقد، خلال احتفالات معينة، من قبل حامل الصولجان، الذي يقف بجوار الحاكم العام أو الملك في مجلس الشيوخ.
يجب على أعضاء مجلسي البرلمان أيضًا التعبير عن ولائهم للسيادة والإذعان لسلطتها، إذ يجب أداء قسم الولاء من قبل جميع أعضاء البرلمان الجدد قبل أن يتمكنوا من شغل مقاعدهم. علاوة على ذلك، يُطلق على المعارضة الرسمية رسميًا اسم المعارضة الموالية لصاحبة الجلالة، للإشارة إلى أنها، على الرغم من أنها قد تعارض سياسات مجلس الوزراء الحالي، إلا أنها تظل مكرسة للتاج غير السياسي.

### مجلس الشيوخ
المجلس الأعلى في البرلمان الكندي، مجلس الشيوخ، هو مجموعة مكونة من 105 أفراد يعينهم الحاكم العام بناءً على مشورة رئيس الوزراء؛ يجب أن لا يقل عمر جميع المعينين، وفقًا للدستور، عن 30 عامًا، وأن يكونوا من رعايا الملك، وأن يمتلكوا ممتلكات بقيمة صافية لا تقل عن 4000 دولار، بالإضافة إلى امتلاك أرض لا تقل قيمتها عن 4000 دولار داخل المقاطعة يمثلها عضو البرلمان. خدم أعضاء مجلس الشيوخ مدى الحياة حتى عام 1965، عندما فرض تعديل دستوري يحدد سن تقاعد إلزامي يبلغ 75. ومع ذلك، يمكن لأعضاء مجلس الشيوخ الاستقالة من مقاعدهم قبل هذا العمر، ويمكن أن يفقدوا مناصبهم إذا فشلوا في حضور جلستين متتاليتين من البرلمان.
المبدأ الكامن وراء تكوين مجلس الشيوخ هو المساواة بين المناطق الجغرافية في كندا (تسمى الأقسام في الدستور): 24 في أونتاريو و24 في كيبيك و24 في المقاطعات البحرية (10 في نوفا سكوشا و10 في نيو برونزويك وأربعة في جزيرة الأمير إدوارد)، و 24 للمقاطعات الغربية (ستة لكل من مانيتوبا وكولومبيا البريطانية وساسكاتشوان وألبرتا). بالإضافة إلى ذلك، يُعيَّن أعضاء مجلس الشيوخ من منطقتين جغرافيتين ليست جزءًا من أي قسم في مجلس الشيوخ. نيوفاوندلاند ولابرادور (منذ عام 1949 كانت المقاطعة الأحدث، على الرغم من كونها أقدم مستوطنة إنجليزية)، يمثلها ستة أعضاء في مجلس الشيوخ. منذ عام 1975، يمثل كل إقليم من أراضي كندا عضو مجلس الشيوخ واحد؛ الأقاليم الشمالية الغربية، يوكون، ونونافوت (منذ تشكيلها في عام 1999). يجوز للحاكم العام تعيين 4 أو 8 أعضاء آخرين في مجلس الشيوخ، بشرط ضمان موافقة الملكة وتمثيل الأقسام الأربعة بالتساوي. استُخدمت هذه السلطة مرة واحدة منذ عام 1867: لضمان تمرير مشروع قانون إنشاء ضريبة السلع والخدمات، نصح رئيس الوزراء بريان مولروني الملكة إليزابيث الثانية بتعيين أعضاء آخرين في مجلس الشيوخ في عام 1990. وهذا يؤدي إلى حد أقصى مؤقت لعدد أعضاء مجلس الشيوخ يبلغ 113، والتي يجب أن يعود من خلال الاستنزاف إلى عدده الطبيعي وهو 105.

### مجلس العموم
المكون المنتخب في البرلمان الكندي هو مجلس العموم، إذ يُختار كل عضو من قبل عدد كبير من الناخبين في كل من الدوائر الانتخابية الفيدرالية في البلاد، أو المقاطعات. للترشح لواحد من 338 مقعدًا في مجلس النواب، يجب ألا يقل عمر الفرد عن 18 عامًا. يتولى كل عضو مناصبه حتى يُحل البرلمان، وبعد ذلك قد يسعون لإعادة انتخابهم. يُعاد تنظيم الحملات بانتظام وفقًا لنتائج كل تعداد وطني عشري؛ ومع ذلك، فإن بند مجلس الشيوخ من قانون الدستور لعام 1867 يضمن لكل مقاطعة على الأقل عددًا من أعضاء مجلس العموم يساوي عدد أعضاء مجلس الشيوخ، ويسمح بند الجد لكل مقاطعة بالعديد من أعضاء البرلمان كما كان في عام 1976 أو 1985. دفع وجود هذا التشريع حجم مجلس العموم إلى ما فوق الحد الأدنى المطلوب وهو 282 مقعدًا.

## وصلات خارجية
- صفحة المجلس الرسمية (بالإنجليزية)